# Muhlenbergia sylvatica
Muhlenbergia sylvatica är en gräsart som beskrevs av John Torrey. Muhlenbergia sylvatica ingår i släktet muhlygräs, och familjen gräs. Inga underarter finns listade i Catalogue of Life.